# Punta La Marmora
Punta La Marmora (Perdas Carpìas o Pedras Carpìdas en lengua sarda), con sus 1.834 m s. n. m. es la cima más elevada de Cerdeña (Italia insular). Se encuentra en el macizo del Gennargentu, a caballo entre Ogliastra y Barbagia, en el territorio administrativo de los municipio de Desulo y Arzana. Su nombre proviene del geógrafo piamontés Alberto Ferrero La Marmora.

## Descripción
Punta La Marmora está situada justo al este del centro aproximado de Cerdeña y la cumbre ofrece buenas vistas de toda la isla. En un día claro la mayor parte de la costa y todos los picos circundantes son visibles.